# 링크 제어 프로토콜
링크 제어 프로토콜(Link Control Protocol, LCP)은 컴퓨터 네트워킹에서 인터넷 프로토콜 스위트 계열인 점대점 프로토콜(PPP)의 일부를 구성한다. PPP 통신을 설정할 때 송신 장치와 수신 장치는 모두 LCP 패킷을 전송하여 이후 데이터 전송 표준을 결정한다.
프로토콜은 다음과 같은 기능을 수행한다.
- 연결된 장치의 신원을 확인하고 장치를 수락 또는 거부한다.
- 전송에 허용되는 패킷 크기를 결정한다.
- 구성 오류를 검색한다.
- 요구 사항이 매개변수를 초과하는 경우 링크를 종료할 수 있다.

LCP 패킷은 PPP의 링크 설정 단계(링크 데드 상태에서 물리 계층이 준비된 후)에서 전송된다. IP와 같은 네트워크 계층 프로토콜은 링크 설정 또는 인증 단계가 완료될 때까지 PPP를 통해 전송될 수 없다. 피어가 연결 종료를 요청하거나 인증이 실패하면 링크 종료 단계가 수행되고 PPP는 링크 데드 상태로 돌아간다.